# Харис (Минесота)
Харис (енгл. Harris) град је у америчкој савезној држави Минесота.

## Демографија
По попису из 2010. године број становника је 1.132, што је 11 (1,0%) становника више него 2000. године.
| Група             | 2000.         | 2010.         |
| Белци             | 1.084 (96,7%) | 1.087 (96,0%) |
| Афроамериканци    | 4 (0,4%)      | 10 (0,9%)     |
| Азијати           | 3 (0,3%)      | 1 (0,1%)      |
| Хиспаноамериканци | 17 (1,5%)     | 18 (1,6%)     |
| Укупно            | 1.121         | 1.132         |